# Arquidiócesis de Esmirna
La arquidiócesis de Esmirna (en latín: Archidioecesis Smyrnensis y en turco: İzmir Katolik Başpiskoposluğu) es una circunscripción eclesiástica de la Iglesia católica en Turquía. Se trata de una arquidiócesis latina, sede metropolitana de la provincia eclesiástica de Esmirna. Desde el 8 de diciembre de 2020 su arzobispo es Martin Kmetec, de la Orden de Frailes Menores Conventuales.

## Territorio y organización

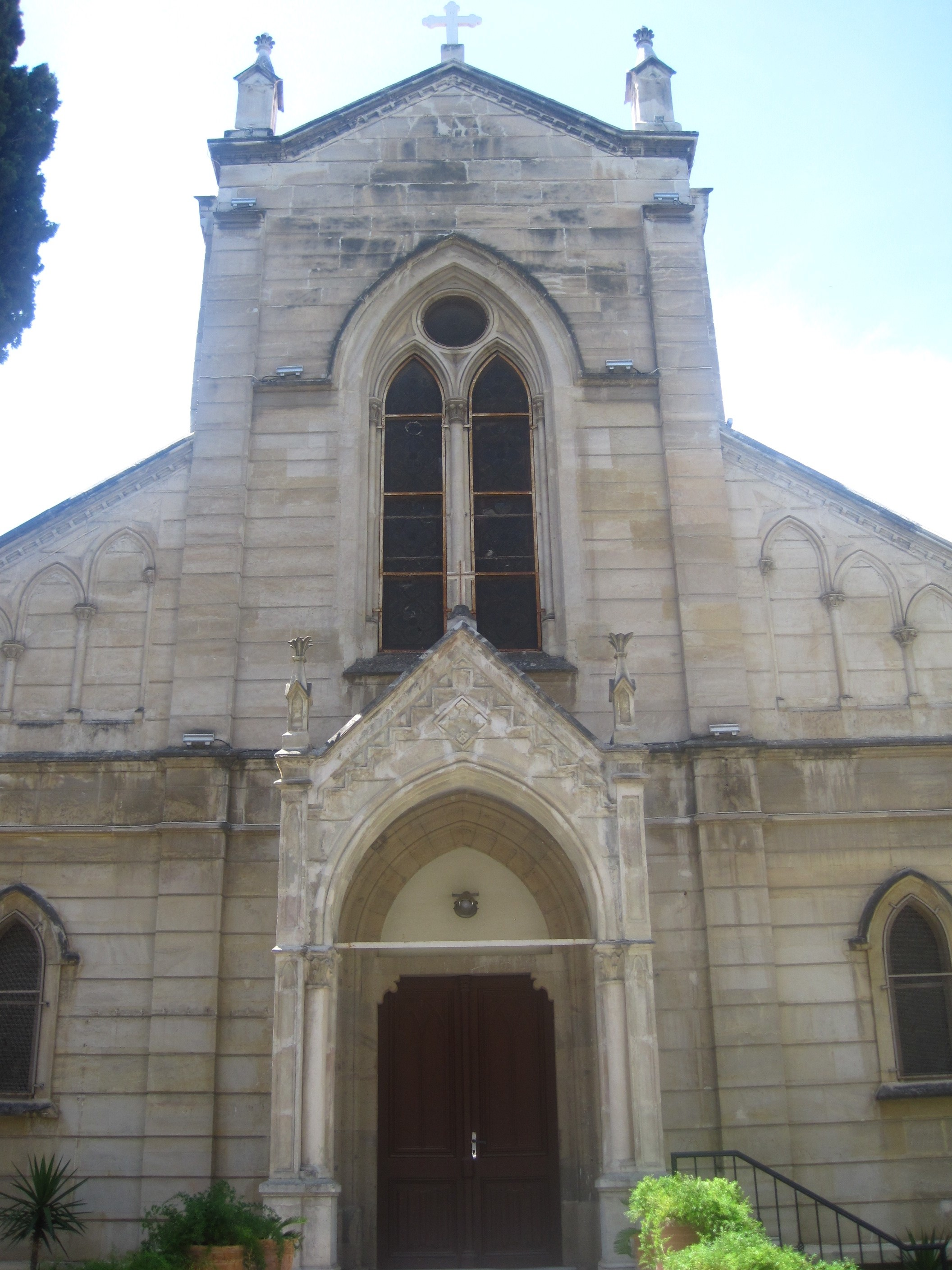
Iglesia de Santa Elena, en Esmirna

La arquidiócesis extiende su jurisdicción sobre los fieles católicos de rito latino residentes en la parte sudoccidental de Anatolia, comprendiendo las provincias de: Konya, Antalya, Isparta, Kütahya, Afyonkarahisar, Manisa, Uşak, Denizli, Esmirna, Muğla, Burdur y Aydin.

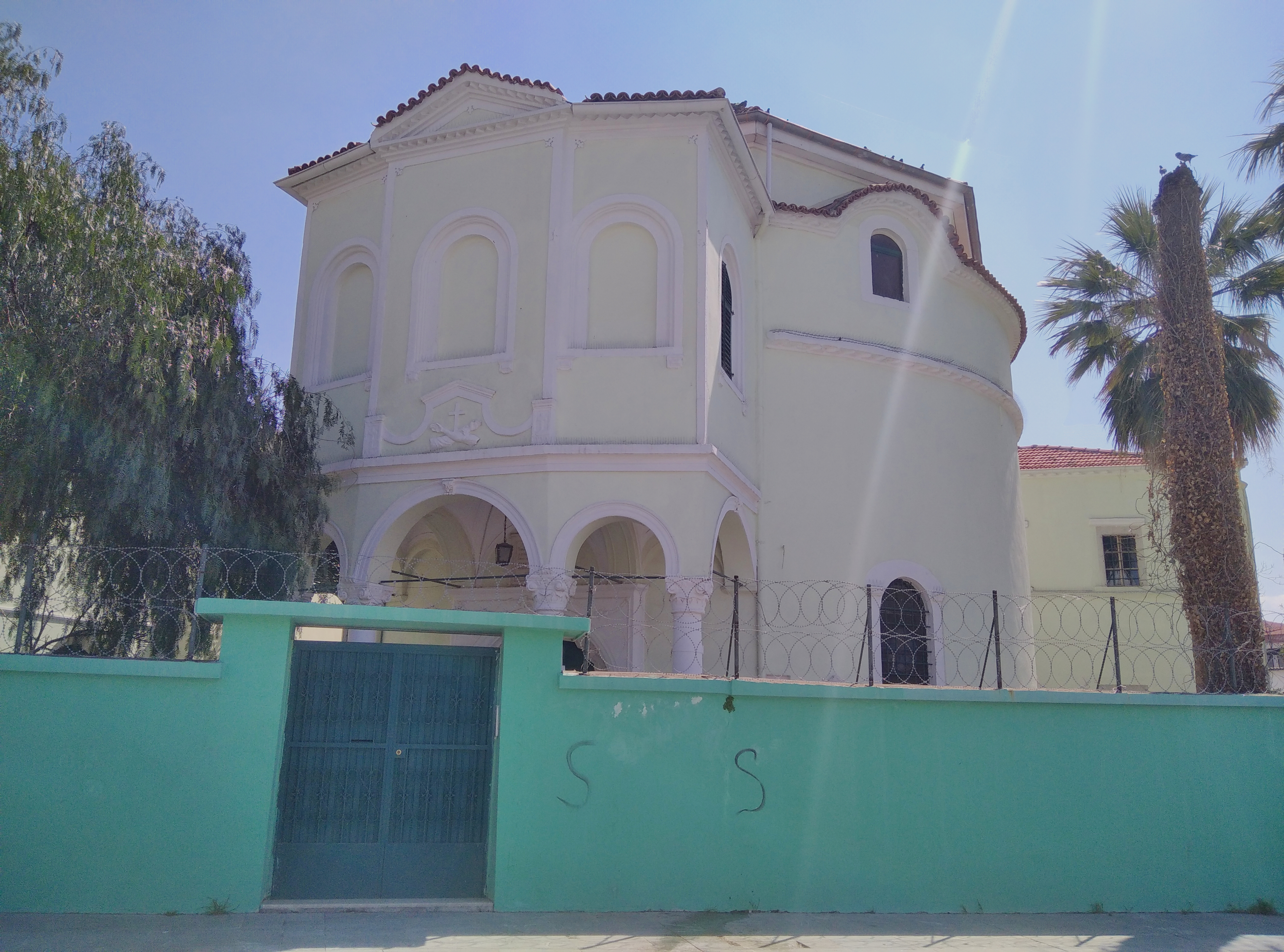
Iglesia de Santa María, en Bornova

La sede de la arquidiócesis se encuentra en la ciudad de Esmirna, en donde se halla la Catedral basílica de San Juan. En el territorio de la arquidiócesis se encuentra la antigua ciudad de Éfeso, y en ella la casa de la Virgen María, a pocos kilómetros de la ciudad de Selçuk. Otros lugares de peregrinación son el bosque de San Juan, una iglesia que lleva su nombre, y la prisión en donde fue confinado Pablo de Tarso.

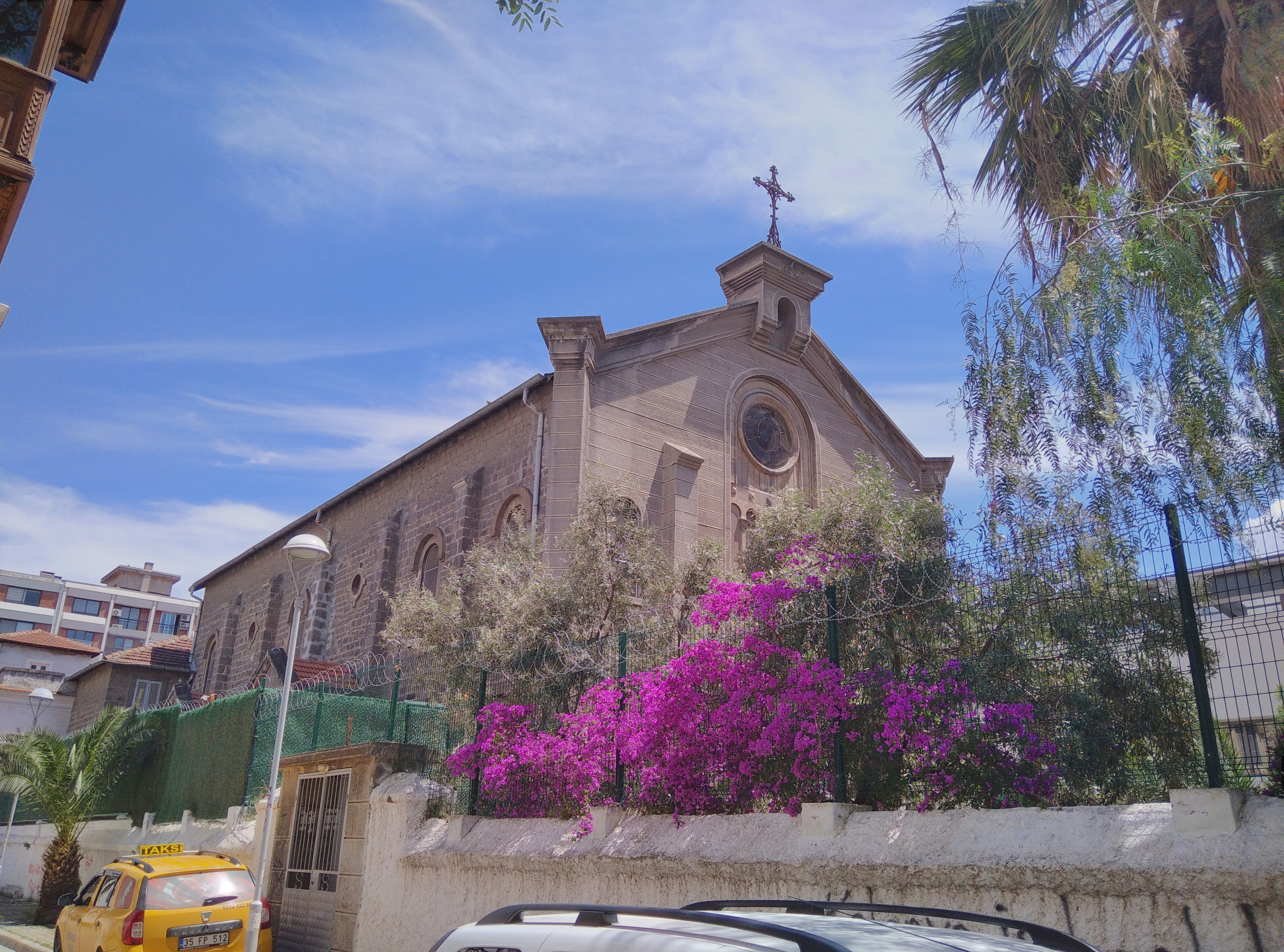
Iglesia de Nuestra Señora del Santísimo Rosario, en Esmirna

La arquidiócesis no tiene sufragáneas.

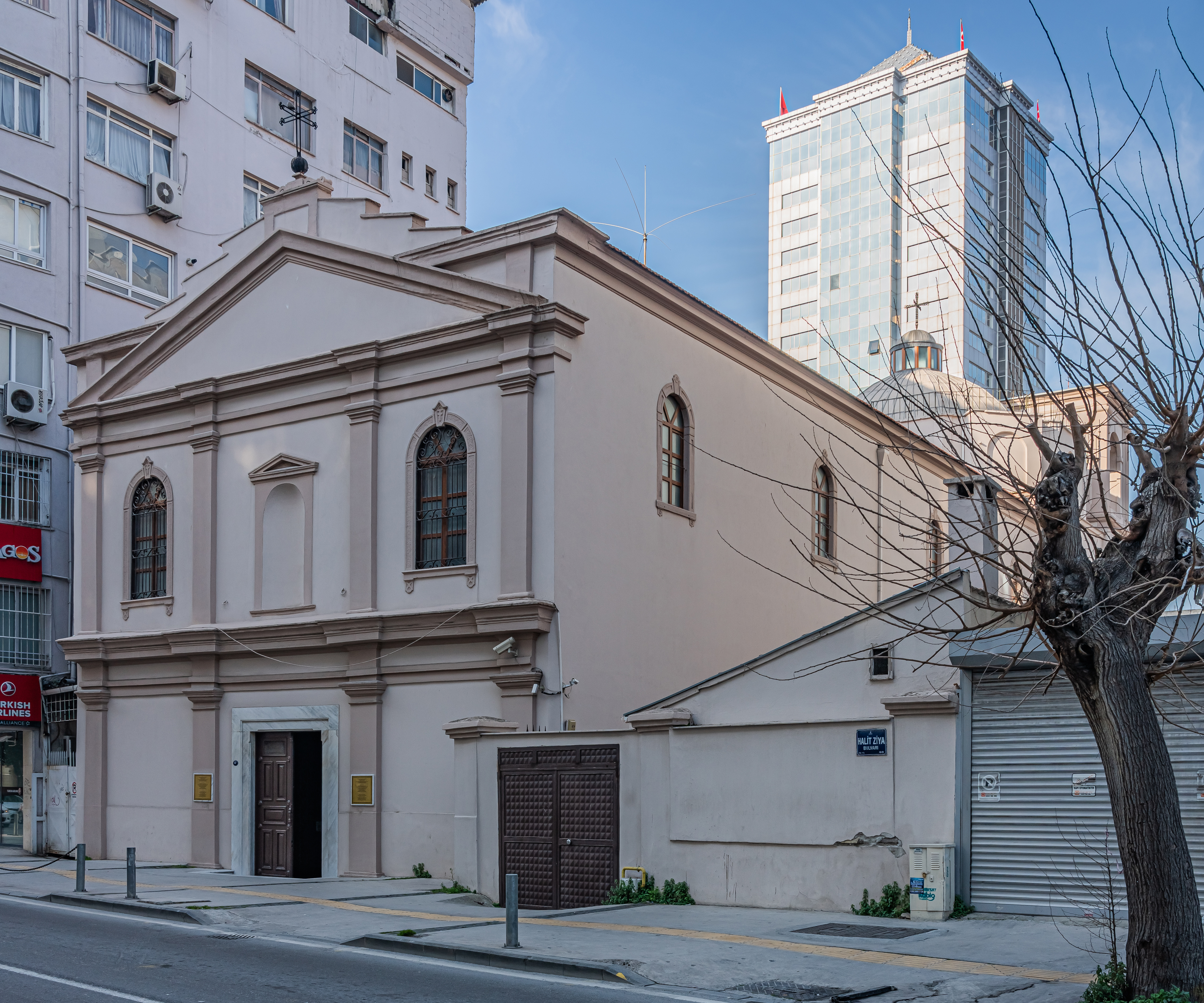
Iglesia de Santa María, en Esmirna, transferida a la Iglesia ortodoxa en 2023

En 2023 en la arquidiócesis existían 8 parroquias. En Esmirna hay 9 iglesias, en Antalya se halla la iglesia de San Nicolás y en Konya la iglesia de San Pablo.

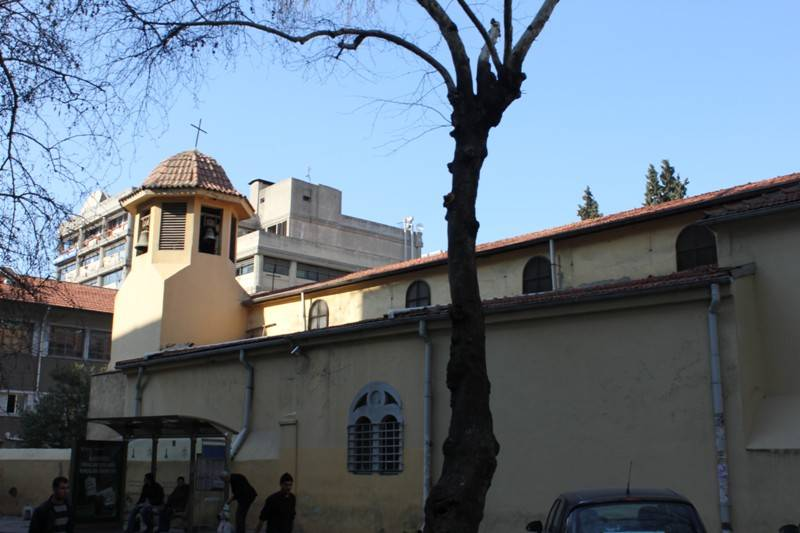
Iglesia de San Policarpo, en Esmirna

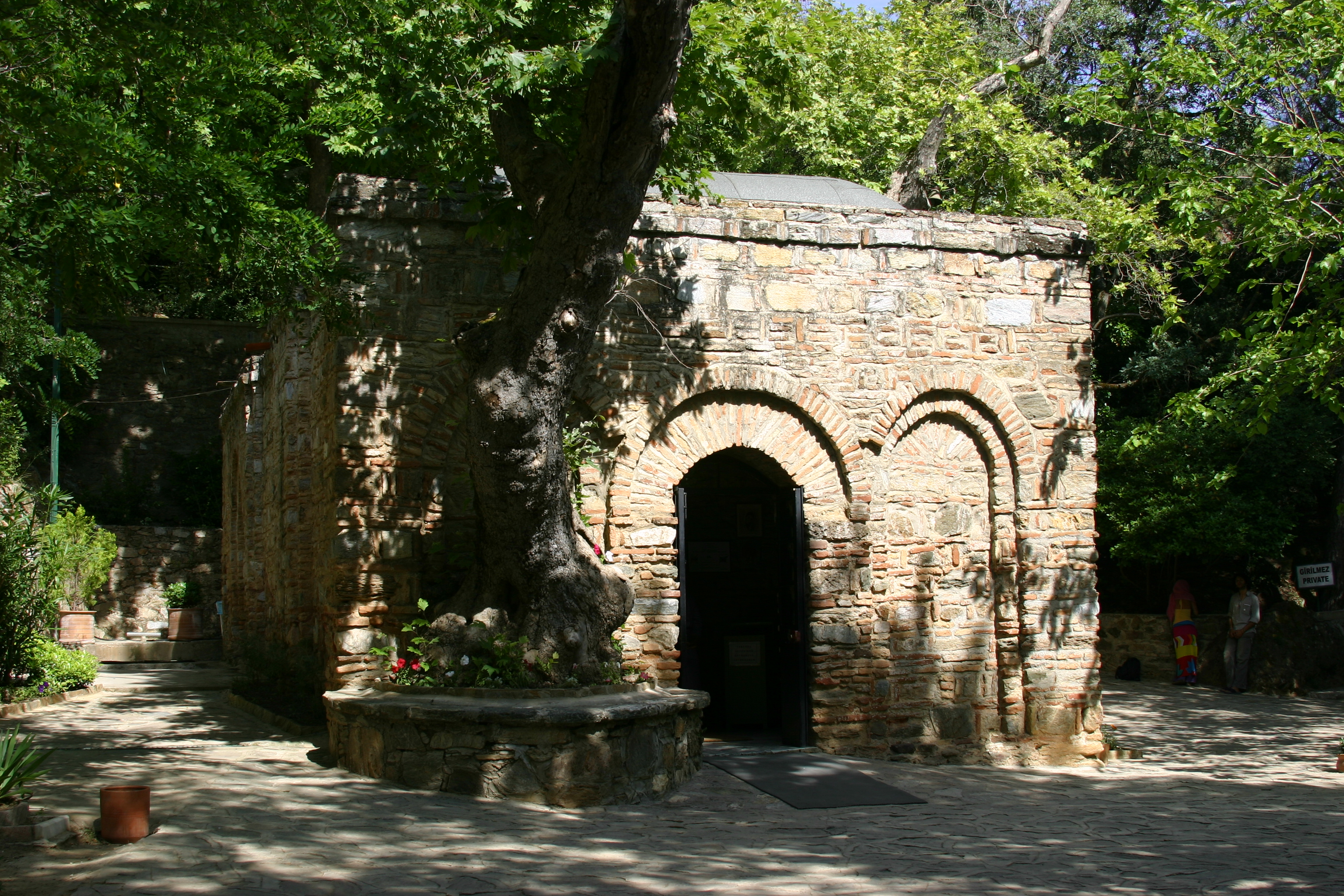
Casa de la Virgen María, en Éfeso

## Historia
Esmirna es una de las diócesis más antiguas, conocida desde el siglo I, cuando Policarpo de Esmirna fue su obispo. Se desconoce el año preciso en que el cristianismo se extendió en Esmirna. Tal vez fue introducido por el apóstol Pablo de Tarso o por uno de sus compañeros. A finales del siglo I la ciudad ya albergaba una pequeña comunidad cristiana, mientras que su primer jefe fue Aristion.
La comunidad se menciona entre las Siete Iglesias de Asia a las que se dirige el libro del Apocalipsis (2,8-11). Quedan también dos cartas escritas hacia el año 107 por Ignacio de Antioquía a los cristianos de Esmirna y a su obispo Policarpo respectivamente; no se sabe si el obispo anónimo para el que Juan tiene palabras de elogio en el Apocalipsis es el mismo Policarpo.
La antigua sede, inicialmente sufragánea del metropolitanato de Éfeso, en el siglo IX fue elevada al rango de sede metropolitana, con cinco diócesis sufragáneas: Focea, Magnesia del Sípilo, Clazómenas, Arcangelo (Temno) y Petra.  
Circa 1085 Esmirna fue capturada por los turcos selyúcidas, luego retomada por los bizantinos en 1097 y nuevamente capturada por los selyúcidas en 1317. En la era de los cruzados en 1318 Guillaume Adam, un dominico francés que regresaba de una misión en Persia, fue elegido obispo latino de Esmirna hasta el 6 de octubre de 1322. En 1342 el patriarca latino de Constantinopla, Enrique de Asti, organizó la primera Cruzada de Esmirna contra el Beylicato de Aydın. Los caballeros de Rodas lograron capturar el puerto y la ciudadela de Esmirna el 28 de octubre de 1344. Cuando el 17 de enero de 1345 el patriarca trató de celebrar la misa en una estructura abandonada que creía que había sido la catedral del metropolitanato de Esmirna, fuerzas turcas los atacaron, mataron al patriarca y masacraron a los demás, entre ellos el comandante veneciano Pietro Zeno. La sede latina de Esmirna fue erigida canónicamente por el papa Clemente VI en 1346 y tuvo una serie de obispos residenciales hasta 1412. La ciudad de Esmirna permaneció en manos latinas hasta diciembre de 1402, cuando fue arrasada por los mongoles de Tamerlán, sin embargo, parece que la comunidad cristiana sobrevivió a la devastación de la ciudad. Tamerlán entregó de nuevo Esmirna al reconstruido Beylicato de Aydın y fue capturada por el Imperio otomano en 1424. No hay registros sobrevivientes del metropolitanato griego de Esmirna después de 1389.
En 1625 los católicos de Esmirna no superaban las 65 almas y la antigua catedral, dedicada a san Policarpo, había sido transformada en mezquita por los otomanos. Los venecianos habían construido una nueva catedral, dedicada a la Virgen María.
En 1659 la arquidiócesis fue suprimida y unida a otros territorios se erigió el vicariato apostólico de Asia Menor. Fue restaurada por el papa Pío VII el 18 de marzo de 1818 mediante la bula Apostolatus officium. La bula estableció que la jurisdicción de la arquidiócesis de Esmirna se limitaría a los antiguos límites que tuvo hasta 1659 y el resto del territorio continuaría como vicariato apostólico de Asia Menor bajo administración apostólica perpetua del arzobispo de Esmirna.
Tras el fin del Imperio safávida en 1736 y el ascenso del Imperio afsárida en Persia, escapando a las masacres un grupo de unos 800 armenios católicos de rito latino de la arquidiócesis de Najicheván con su último arzobispo, Michelangelo Salvini, viajó 1800 km y se refugió en Esmirna en 1745 (en donde desde 1718 había un convento de dominicos armenios latinos) y dio a luz a una próspera comunidad armenia en esa ciudad.
En 1843 el vicariato apostólico de Constantinopla cedió la isla de Lesbos (o Mitilene) a la arquidiócesis de Esmirna; y la costa de Adramitio al vicariato apostólico de Asia Menor.
El 14 de junio de 1874 fue consagrada la Catedral de San Juan.
De 1874 a 1974 la provincia eclesiástica incluyó la diócesis de Creta como sufragánea; desde entonces, la sede ha sido metropolitana sin sufragáneas.
La prefectura apostólica de Rodas y las Islas (hoy arquidiócesis de Rodas) fue erigida el 14 de agosto de 1897 mediante el decreto Cum controversia de la Congregación de Propaganda Fide, separando territorio del vicariato apostólico de Asia Menor.
El 2 de mayo de 1919 la ciudad de Esmirna fue conquistada por el ejército griego, pero fue abandonada por las tropas griegas después de su derrota en agosto de 1922. El ejército turco ingresó a la ciudad el 27 de agosto de 1922 y la quemó por completo provocando una masacre de cristianos, el incendio de la Catedral de San Juan y la destrucción de todas las iglesias.
El 20 de agosto de 1931, mediante el breve Quae catholico del papa Pío XI, cedió la isla de Lesbos (capturada por Grecia en 1912) a la diócesis de Quíos.
En 1965 la catedral fue alquilada a la comunidad militar de los Estados Unidos para ser utilizada como capilla militar. En 2013 fue cancelado el contrato de alquiler y la iglesia fue abierta al culto público el 29 de septiembre de 2013.
La arquidiócesis fue visitada por el papa Pablo VI en julio de 1967, el papa Juan Pablo II en noviembre de 1979 y el papa Benedicto XVI en noviembre de 2006.
El vicariato apostólico de Asia Menor dejó de aparecer en el Anuario Pontifico luego de 1989, integrado a la arquidiócesis de Esmirna completamente.
El 6 de abril de 2023 el papa Francisco, respondiendo a una petición del patriarca Bartolomé I, concedió la iglesia de Santa María, en Esmirna, a la Iglesia ortodoxa de Constantinopla para atender las necesidades litúrgicas, espirituales y eclesiásticas del metropolitanato de Esmirna y servir como su catedral.

## Estadísticas
Según el Anuario Pontificio 2024 la arquidiócesis tenía a fines de 2023 un total de 6000 fieles bautizados.
| Año                                                                             | Población | Población | Población      | Sacerdotes | Sacerdotes | Sacerdotes | Católicos por sacerdote | Diáconos permanentes | Religiosos | Religiosos | Parroquias y cuasiparroquias |
| Año                                                                             | Católicos | Total     | % de católicos | Total      | Diocesanos | Regulares  | Católicos por sacerdote | Diáconos permanentes | Masculinos | Femeninos  | Parroquias y cuasiparroquias |
| ------------------------------------------------------------------------------- | --------- | --------- | -------------- | ---------- | ---------- | ---------- | ----------------------- | -------------------- | ---------- | ---------- | ---------------------------- |
| 1950                                                                            | 1700      | 205 830   | 0.8            | 13         | 3          | 10         | 130                     |                      |            |            | 8                            |
| 1969                                                                            | 2850      |           |                | 15         |            | 15         | 190                     |                      | 17         | 17         | 10                           |
| 1980                                                                            | 1909      |           |                | 10         |            | 10         | 190                     |                      | 13         | 12         | 10                           |
| 1990                                                                            | 1302      |           |                | 8          |            | 8          | 162                     |                      | 14         | 12         | 10                           |
| 1999                                                                            | 1300      |           |                | 9          | 1          | 8          | 144                     |                      | 11         | 10         | 7                            |
| 2001                                                                            | 1350      |           |                | 9          | 2          | 7          | 150                     |                      | 10         | 8          | 7                            |
| 2002                                                                            | 1300      |           |                | 8          |            | 8          | 162                     |                      | 11         | 7          | 7                            |
| 2003                                                                            | 1350      |           |                | 9          | 1          | 8          | 150                     |                      | 11         | 7          | 7                            |
| 2004                                                                            | 1350      |           |                | 11         |            | 11         | 122                     |                      | 14         | 8          | 7                            |
| 2006                                                                            | 1950      |           |                | 13         | 1          | 12         | 150                     | 1                    | 19         | 12         | 10                           |
| 2013                                                                            | 15 000    |           |                | 17         | 7          | 10         | 882                     |                      | 12         | 7          | 11                           |
| 2016                                                                            | 14 000    |           |                | 13         | 5          | 8          | 1076                    |                      | 12         | 9          | 10                           |
| 2019                                                                            | 14 000    |           |                | 15         | 5          | 10         | 933                     |                      | 12         | 9          | 12                           |
| 2021                                                                            | 6000      |           |                | 15         | 5          | 10         | 400                     |                      | 12         | 9          | 12                           |
| 2023                                                                            | 6000      |           |                | 17         | 5          | 12         | 352                     |                      | 13         | 3          | 8                            |
| Fuente: Catholic-Hierarchy, que a su vez toma los datos del Anuario Pontificio. |           |           |                |            |            |            |                         |                      |            |            |                              |

## Episcopologio

### Arzobispos
- Guillaume Adam, O.P. † (1318-6 de octubre de 1322 nombrado arzobispo de Soltaniyeh)
- Benedetto † (1343-? falleció)
- Paolo † (10 de julio de 1345-15 de mayo de 1357 nombrado arzobispo de Tebas)
- Pietro da Piacenza, O.F.M. † (31 de enero de 1358-4 de marzo de 1362 nombrado obispo de Oleno)
- Tommaso di Savignon, O.F.M. † (10 de junio de 1362-? falleció)
- Raimondo di San Michele, O.Carm. † (14 de febrero de 1373-? falleció)
- Giorgio Dalmato, O.Carm. † (6 de septiembre de 1379-? falleció)
- Giovanni di Berriaco, O.E.S.A. † (10 de octubre de 1386-?)
- Giovanni di Leicester, O.Carm. † (1398-? renunció)
- Paolo † (1410-? falleció)
- Francesco di Monte Granelli, O.F.M. † (4 de junio de 1412-?)
  - Sede vacante (hasta 1575)

### Arzobispos titulares
- Eugenio di Pesaro, O.E.S.A. † (16 de noviembre de 1575-?)
- Agostino Buzio di Varese, O.F.M. † (4 de julio de 1580-?)[nota 2]
- Carlo Gaudenzio Madruzzo † (23 de octubre de 1595-2 de abril de 1600 sucedió al obispo de Trento)
  - Sede vacante (1600-1625)

### Vicarios apostólicos
- Pietro de Marchi, O.P. † (19 de febrero de 1625-13 de julio de 1648 falleció)
- Giacinto Subiani, O.P. † (13 de julio de 1648 por sucesión-5 de marzo de 1652 nombrado vicario apostólico de Constantinopla)
  - Sede vacante (1653-1659)
- Leone Macripodari † (5 de abril de 1659-1689 renunció)
- Antonio Giustiniani † (13 de enero de 1690-8 de febrero de 1694 nombrado obispo de Siros)
  - Sede vacante (1694-1696)
  - Daniele Duranti, O.F.M. † (7 de junio de 1696-antes del 12 de abril de 1706 renunció) (administrador apostólico)
- Nicola de Camillis † (12 de mayo de 1706-7 de mayo de 1710 nombrado obispo de Siros)
  - Daniele Duranti, O.F.M. † (23 de junio de 1708-17 de agosto de 1713 falleció) (administrador apostólico, por segunda vez)
- Davide di San Carlo, O.C.D. † (23 de noviembre de 1713-18 de abril de 1715 falleció)
- Filippo Bavestrelli † (9 de agosto de 1715-30 de septiembre de 1720 nombrado obispo de Quíos)
- Pietro Battista di Garbagnate, O.F.M.Ref. † (9 de abril de 1718-15 de junio de 1720 nombrado arzobispo titular de Cartago)
- Pietro Francesco Lombardi, O.F.M.Ref. † (30 de agosto de 1720-5 de julio de 1721 nombrado obispo titular de Talia o Tabala)
- Antonio Maturi, O.F.M.Ref. † (15 de abril de 1722-21 de mayo de 1731 nombrado obispo de Siros)
- Dario de Longhis, O.F.M. † (2 de septiembre de 1730-25 de mayo de 1735 nombrado obispo de Siros)
- Gerolamo di Peraino, O.F.M.Ref. † (5 de febrero de 1735-1747 renunció)
- Giovanni Battista Bavestrelli, O.F.M. † (12 de mayo de 1747-16 de septiembre de 1754 nombrado obispo de Quíos)
- Eusebio Franzosini, O.P. † (20 de diciembre de 1754-1763 renunció)
- Domenico di Valdagno, O.F.M.Ref. † (26 de agosto de 1763-1779 renunció)
- Pietro Graveri di Moretta, O.F.M.Obs. † (23 de diciembre de 1779-17 de agosto de 1781 renunció)
- Giulio Maria Pecori d'Ameno, O.F.M.Ref. † (18 de agosto de 1781-23 de septiembre de 1788 nombrado obispo titular de Arado)
  - Giuseppe Icard † (4 de septiembre de 1789-1790 falleció) (obispo electo)
- Pasquale Orlandini da Bergamo, O.F.M.Ref. † (16 de abril de 1790-26 de junio de 1817 falleció)
- Luigi Maria Cardelli, O.F.M.Ref. † (26 de junio de 1817 por sucesión-18 de marzo de 1818 nombrado arzobispo de Esmirna)

### Arzobispos y vicarios apostólicos de Asia Menor

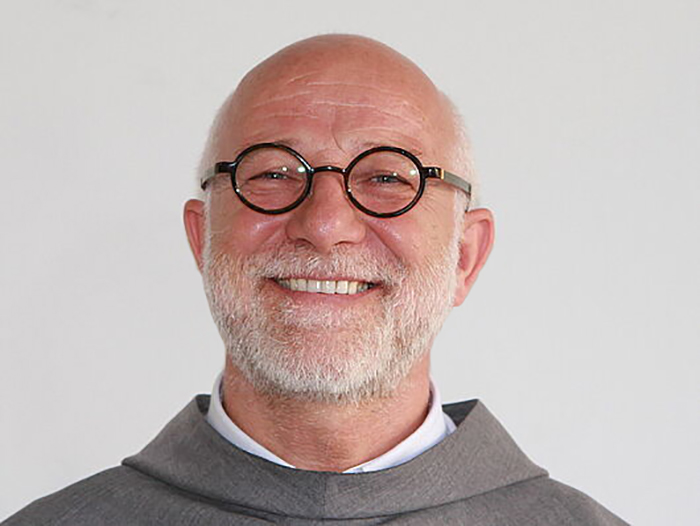
Martin Kmetec, arzobispo de Esmirna desde 2020

- Luigi Maria Cardelli, O.F.M.Ref. † (18 de marzo de 1818-29 de agosto de 1832 renunció)
  - Sede vacante (1832-1835)
- Pierre-Dominique-Marcellin Bonamie, SS.CC. † (13 de febrero de 1835-antes del 24 de noviembre de 1837 renunció[nota 3])
- Antonio Mussabini † (6 de marzo de 1838-4 de mayo de 1861 falleció)
  - Giuseppe Maria Alberti † (7 de enero de 1862-23 de marzo de 1862 renunció) (arzobispo electo)
- Vincenzo Spaccapietra, C.M. † (8 de abril de 1862-25 de noviembre de 1878 falleció)
- Andrea Policarpo Timoni † (13 de mayo de 1879-25 de julio de 1904 falleció)
- Domenico Raffaele Francesco Marengo, O.P. † (1 de agosto de 1904 por sucesión-12 de junio de 1909 falleció)
- Giuseppe Antonio Zucchetti, O.F.M.Cap. † (22 de diciembre de 1909-8 de marzo de 1920 renunció[nota 4])
- Giovanni Battista Federico Vallega † (24 de enero de 1921-1 de marzo de 1929 renunció[nota 5])
- Eduardo Tonna † (26 de noviembre de 1929-2 de diciembre de 1937 renunció[nota 6])
- Joseph Descuffi, C.M. † (3 de diciembre de 1937-4 de noviembre de 1965 renunció[nota 7])
- Alfred Cuthbert Gumbinger, O.F.M.Cap. † (4 de noviembre de 1965-31 de agosto de 1966 falleció)
- Giovanni Enrico Boccella, T.O.R. † (9 de septiembre de 1967-7 de diciembre de 1978 renunció[nota 8])
- Domenico Caloyera, O.P. † (7 de diciembre de 1978-22 de enero de 1983 renunció)
- Giuseppe Germano Bernardini, O.F.M.Cap. † (22 de enero de 1983-circa 1990 supresión del vicariato apostólico de Asia Menor)

### Arzobispos de Esmirna
- Giuseppe Germano Bernardini, O.F.M.Cap. † (circa 1990-11 de octubre de 2004 retirado)
- Ruggero Franceschini, O.F.M.Cap. † (11 de octubre de 2004-7 de noviembre de 2015 retirado)
- Lorenzo Piretto, O.P. (7 de noviembre de 2015-8 de diciembre de 2020 retirado)
- Martin Kmetec, O.F.M.Conv., desde el 8 de diciembre de 2020